# Bordings Friskole
Bordings Friskole er en friskole i København med cirka 450 elever. Skolen har to spor og går fra børnehaveklasse til 9. klasse. Den har tidligere også haft en 10. klasse.
Det er en Grundtvig-Koldsk skole, som er forældrestyret, og skolens nuværende leder er Torsten Bo Kristensen fra Fyn.
Frede og Sigrid Bording åbnede skolen på Dalgas Boulevard i København den 5. april 1945.
I 1964 blev lokalerne for små, og skolen flyttede til Kochsvej i lejede lokaler. Efter 10 år købte skolen de nuværende lokaler på Øster Søgade, der tidligere husede Komtesse Moltkes Latin- og realskole.

## Eksterne henvisning
- Skolens hjemmeside

55°41′39.58″N 12°34′35.65″Ø / 55.6943278°N 12.5765694°Ø
| Skole | Spire Denne artikel om en skole, en uddannelsesinstitution eller uddannelse er en spire som bør udbygges. Du er velkommen til at hjælpe Wikipedia ved at udvide den. |